# Us (album de Brother Ali)
Pour les articles homonymes, voir US.
Albums de Brother Ali
The Truth Is Here
(2007) The Bite Marked Heart
(2012)
Singles
1. Fresh Air
Sortie : 2009

Us est le quatrième album studio de Brother Ali, sorti le 22 septembre 2009.
Acclamé par la critique, l'album s'est classé 29e au Top R&B/Hip-Hop Albums.

## Liste des titres
| No  | Titre                                                        | Contient un (des) sample(s) de                | Durée |
| --- | ------------------------------------------------------------ | --------------------------------------------- | ----- |
| 1.  | Brothers and Sisters (featuring Chuck D et Stokley Williams) |                                               | 1:28  |
| 2.  | The Preacher                                                 | My Philosophy des Boogie Down Productions     | 3:23  |
| 3.  | Crown Jewel                                                  | Truth & Rights de Big Youth                   | 3:57  |
| 4.  | House Keys                                                   |                                               | 2:42  |
| 5.  | Fresh Air                                                    |                                               | 4:42  |
| 6.  | Tight Rope                                                   | Burnin' Love de Black Grass                   | 3:36  |
| 7.  | Breakin' Dawn                                                | Fifty Dollar Habit de William Bell            | 4:38  |
| 8.  | The Travelers                                                |                                               | 5:18  |
| 9.  | Babygirl                                                     | Holdin' on to Yesterday d'Ambrosia            | 4:34  |
| 10. | Round Here                                                   |                                               | 3:55  |
| 11. | Bad Mufucker Pt. 2 (featuring Murs)                          |                                               | 3:35  |
| 12. | Best@it (featuring Freeway et Joell Ortiz)                   | Barry Bonds de Kanye West featuring Lil Wayne | 4:24  |
| 13. | Games                                                        |                                               | 3:44  |
| 14. | Slippin' Away                                                |                                               | 4:59  |
| 15. | You Say (Puppy Love)                                         | Just Believe in Love du Dazz Band             | 4:17  |
| 16. | Us (featuring Stokley Williams)                              |                                               | 2:44  |